# Iuliu Hossu
Iuliu Hossu, né le 30 janvier 1885 à Nagynyulas et mort le 28 mai 1970 à Bucarest, est un cardinal roumain, évêque de l'Église grecque-catholique roumaine de Gherla. Arrêté en 1948 par les autorités communistes pour être resté fidèle au pape, il est emprisonné jusqu'à sa mort. Reconnu martyr par l'Église catholique, il est proclamé bienheureux le 2 juin 2019.

## Biographie

### Jeunesse et prêtrise
Iuliu Hossu est né le 30 janvier 1885, à Nagynyulas, en Transylvanie, situé alors en Autriche-Hongrie. Il est le fils d'un prêtre gréco-catholique, Ioan Hossu, et de Victoria Hossu, née Măriuțiu. Iuliu fait ses études primaires dans son village natal, puis au Gymnase luthérain de Reghin[réf. souhaitée].
En 1903, il entame ses études théologiques à Blaj, mais il est rapidement envoyé au Collège de Propaganda Fide à Rome. Docteur en philosophie en 1906 puis en théologie en 1910, il est ordonné prêtre le 27 mars 1910 par Mgr Vasile Hossu. Il est dès lors envoyé comme vicaire à Lugoj, puis devient le secrétaire particulier de son évêque.

### Évêque
Alors qu'il sert comme aumônier militaire dans le contexte de la Première Guerre mondiale, Iuliu Hossu apprend sa nomination d'évêque de Gherla par le pape Benoît XV le 21 avril 1917. Il reçoit l'ordination épiscopale le 4 décembre suivant. Le 1er décembre 1918, c'est à lui que revient la charge d'annoncer la Déclaration d'unité de la Roumanie à Blaj.
De surcroît, il est nommé administrateur apostolique de Maramureș du 19 juillet 1930 au 31 janvier 1931, puis administrateur apostolique de Nagyvárad du 29 août 1941 à 1947.
À Cluj, dans un rassemblement organisé par les autorités communistes, sur l'ordre de leur maître Staline, le 1er octobre 1948, 36 prêtres gréco-catholiques roumains, signent, soumis à des pressions psychiques, l'abandon de l'Église grecque-catholique roumaine et l'adhésion à l'Église orthodoxe roumaine, contrôlée par le régime. Le même jour, Mgr Hossu émet un décret d'excommunication ipso facto concernant tous les participants du rassemblement de Cluj. En réaction, la police du régime arrête Mgr Hossu le 28 octobre 1948.
Condamné pour trahison et non-respect des lois du régime, il est détenu de 1950 à 1955 dans la prison de Sighetu Marmației. Là, il subit toutes sortes d'humiliations et de sévices corporels. Du fond de sa cellule, Mgr Hossu reste tenace dans sa fidélité au pape et à l'Église catholique. Il passe le restant de sa vie en résidence surveillée, au monastère orthodoxe de Căldărușani, dans le județ d'Ilfov.

### Dernières années
Contraint à l'isolement, Mgr Hossu ne se décourage pas et éprouve même une certaine fierté de souffrir pour le Christ. Il écrit dans son journal en 1961 : "Ton amour, Seigneur, me suffit. Je te demande pardon pour mes péchés et je te remercie pour tout ce que tu m'as donné, à moi, ton indigne serviteur." Privé de toute liberté jusqu'à sa mort, Mgr Hossu meurt le 28 mai 1970, à l'Hôpital Colentina de Bucarest. Ses derniers mots furent : « Mon combat prend fin, le vôtre continue. » À son chevet se trouvait celui qui allait devenir le prochain cardinal roumain, Mgr Alexandru Todea.
Mgr Hossu a été créé cardinal in pectore par le pape Paul VI lors du consistoire du 28 avril 1969. Sa création n'est rendue publique que trois ans après sa mort, lors du consistoire du 5 mars 1973. Il est le premier cardinal roumain.
Iuliu Hossu est enterré au Cimetière catholique Bellu de Bucarest. Lors de son voyage apostolique en Roumanie en mai 1999, le pape Jean-Paul II s'est recueilli sur sa tombe.

## Béatification

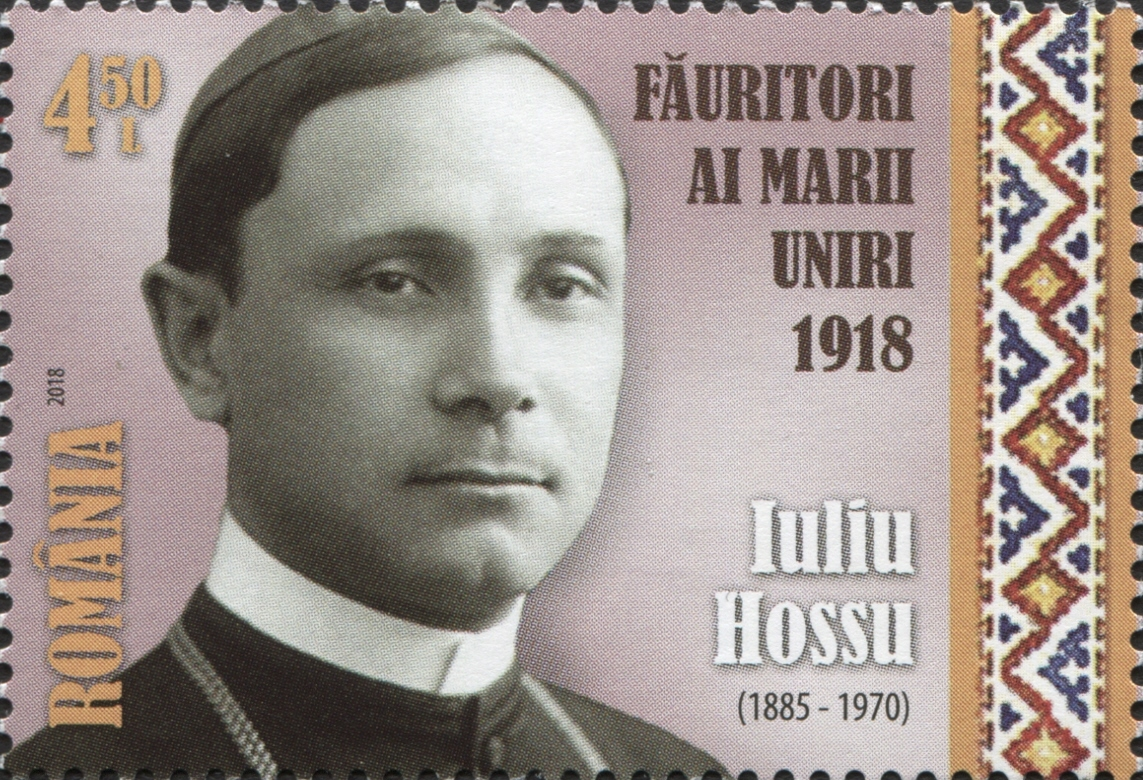
Timbre roumain à l'effigie de Mgr Hossu, en 2018

La cause pour la béatification et la canonisation de Iuliu Hossu et de 6 autres évêques débute le 28 janvier 1997, à Alba Iulia. L'enquête diocésaine récoltant les témoignages sur leur vie et les conditions de leur mort se clôture le 18 février 2011, puis envoyée à Rome pour y être étudiée par la Congrégation pour les causes des saints.
Après le rapport positif des différentes commissions sur la sainteté et le martyre de Iuliu Hossu et des 6 autres évêques, le pape François procède, le 19 mars 2019, à la reconnaissance de leur mort en haine de la foi, les déclarant ainsi martyrs et signe le décret permettant leur béatification.
Iuliu Hossu et les 6 autres évêques martyrs ont été proclamés bienheureux au cours d'une Divine Liturgie, célébrée sur le Champ de la Liberté à Blaj par le pape François, le 2 juin 2019, au cours de son voyage apostolique en Roumanie.